# Carl Ertel
Carl Ertel (* 15. Oktober 1959 in Gera) ist ein ehemaliger Ruderer aus der DDR.

## Sportliche Karriere
Der 1,94 m große Carl Ertel ruderte für den SC Chemie Halle. Bei den Junioren-Weltmeisterschaften 1977 belegte er mit Uwe Kamprath und Olaf Seifert den zweiten Platz im Zweier mit Steuermann. 1982 belegte er bei den Weltmeisterschaften in Luzern zusammen mit Ulf Sauerbrey den zweiten Platz im Zweier ohne Steuermann hinter dem Norwegischen Boot. Bei den Weltmeisterschaften 1983 in Duisburg gewannen Ertel und Sauerbrey die Goldmedaille. Die Olympischen Spiele 1984 verpasste Ertel wegen des Olympiaboykotts.
Bei den Weltmeisterschaften 1986 erreichte Ertel mit dem DDR-Achter den fünften Platz. Im Jahr darauf belegte Ertel mit Uwe Gasch den vierten Platz im Zweier ohne Steuermann bei den Weltmeisterschaften 1987. Bei den Olympischen Spielen 1988 kamen Ertel und Gasch als Fünfte ins Ziel.
Carl Ertel gewann insgesamt fünf Meistertitel der DDR: 1982, 1983 und 1984 mit Ulf Sauerbrey und 1987 mit Uwe Gasch im Zweier ohne Steuermann und 1987 mit Uwe Gasch und Olaf Gerschau im Zweier mit Steuermann.
Carl Ertel war mit der Schwimmerin Carmela Schmidt verheiratet.